# Annába
Annába (arabul: عنابة), korábban Bône vagy Bona város Algéria északkeleti csücskén, a Földközi-tenger partján. A helyiek Balad el-Annâbnak is nevezik. Lakossága 257 000 fő volt 2008-ban.
Algír és Orán után az ország egyik fontos kikötője. Iparváros, közlekedési csomópont, pénzügyi és idegenforgalmi központ.

## Története
A város az ókori Hippona helyén épült (Hippo Regius romjai ma a város mellett találhatók). Már az i. e. 11. században jelentős föníciai kikötőhely volt. 392-től 430-ig Szent Ágoston itt élt és működött. Rövid vandál és bizánci uralom után a város arab fennhatóság alá került. A 16. században a Barberousse-fivérek hajóhadának egyik fontos kikötője volt.

## Látnivalók
- Sidi Bou Mérouan mecset (11. században épült)
- Salah Bey mecset (16. századi)
- Szent Ágoston katolikus bazilika
- Saint Cloudi strand
- Chetaibi régi kikötője
- Hippo regiusi fórum
- A városi múzeum
- Seraidiból pompás kilátás nyílik a városra

## Fordítás
Ez a szócikk részben vagy egészben  az   Annaba című angol Wikipédia-szócikk fordításán alapul.  Az eredeti cikk szerkesztőit annak laptörténete sorolja fel. Ez a jelzés csupán a megfogalmazás eredetét és a szerzői jogokat jelzi, nem szolgál a cikkben szereplő információk forrásmegjelöléseként.